# Иланский
Иланский — город (с 1939) в России, административный центр Иланского района Красноярского края.

## География
Город расположен на реке Иланке (правый приток Кана), в 279 км от Красноярска.

## История
Основан в 1645 как деревня Иланская. Название по расположению на реке Иланке. Гидроним от имени местного князька Иланка (искажённое Оилан), род которого жил в этих местах. В апреле 1733 года Сенат издал указ о строительстве Сибирско-Московского тракта. С этой датой и этим документом надо связывать историю возникновения поселения на месте нынешнего города Иланского.
От Томска до Иркутска реконструкция тракта велась под руководством капитана-командора Витуса Беринга. В 1734 году Беринг обследовал отрезок тракта Красноярск-Канск-Тулун и сделал распоряжение по его устройству, наметил места одиннадцати почтовых станцов, шесть из них восточнее Кана. На них полагалось строить дом для проезжающих и избу для ямщиков с амбаром и сеновалом. Одним из таких станцов и стало поселение у речки Иланки.
В 1894 г. в связи со строительством Транссибирской магистрали в пяти верстах от с. Иланского началось строительство депо и станции. При станции Иланской возник поселок. Изменился хозяйственный уклад с. Иланского (совр. название Старая Илань): возникли промыслы, связанные с железной дорогой (заготовка леса для шпал и построек, выжигание древесного угля для кузниц станции).
В начале XX века Иланская являлась одним из немногих пока в Сибири пролетарских центров революционной борьбы. Рабочие-железнодорожники станции Иланская играли значительную роль в революционном движении и активно участвовали во всех политических выступлениях и забастовках, были активными участниками первой русской революции 1905—1907 годов. 12 января 1906 года рабочие депо станции «подверглись жестокой расправе» со стороны карательного отряда генерала Меллера-Закомельского, который назвал станцию «гнездом революционеров». Тогда погибло 17 человек, было ранено 22, арестовано 73 участника сходки. О этих событиях в Иланском говорил депутат Николай Николаевский в своем выступлении на заседании Государственной думы 27 июня 1906 года.
В декабре 1918 года иланские рабочие вместе с рабочими Канска приняли активное участие в вооруженном восстании против колчаковцев, которое было жестоко подавлено белогвардейцами. Сохранилось несколько памятников и памятных мест, связанных с этими событиями.
В 1920—1930-х гг. иланцы — активные участники социалистического строительства. Из паровозного депо выделен самостоятельный вагонный участок со своими ремонтными мастерскими, построены новые производственные цехи, полностью восстановлен железнодорожный путь. В 1930-х годах иланские железнодорожники установили ряд стахановских рекордов (Б. Рыдзевский, Л. Петров, В. Поносов, Белоусов и др.). В память о трудовых подвигах иланских машинистов-стахановцев на привокзальной площади г. Иланского установлен паровоз марки ЭМ.
В 1941—1945 гг. тысячи иланцев сражались с врагом на фронтах Великой Отечественной войны многие из них награждены орденами и медалями, а А. К. Корнеев, В. И. Шабалин, А. С. Александров, И. И. Крюк были удостоены звания Героя Советского Союза.
К концу войны район оказался в тяжелых условиях, особенно колхозы. Стало интенсивно развиваться приусадебное хозяйство и коллективное садоводничество. В хозяйствах района началась всеобщая механизация, с 1950 по 1970 год проводилась работа по укрупнению колхозов и сельсоветов. К 1970 году в районе осталось 8 колхозов из 69 и девять сельских Советов, горсовет и райсовет.
В 1960—1980-е годы активно ведется строительство школ, детских садов, магазинов, комплексных приёмных и фельдшерских пунктов, объектов сельскохозяйственного назначения и жилья. В Иланском в эти годы построено здание железнодорожного вокзала, Дворца культуры железнодорожников, завода ЖБИ, молочного завода, хлебозавода, швейной фабрики, дома быта.
Труженики района активно участвовали в сельскохозяйственных выставках ВДНХ. Больших успехов добились колхоз-миллионер ордена Ленина «Красный хлебороб» (председатель Б. К. Толасов) и ордена Октябрьской революции им. VII съезда Советов (председатель В. П. Усс). За большой вклад в развитие сельскохозяйственного производства Толасову Борису Константиновичу, Уссу Виктору Петровичу, Миронову Василию Владимировичу было присвоено высокое звание Героя Социалистического труда.
С Иланским районом связаны имена многих известных в крае людей. Это И. П. Артюхов (ректор КрасГМУ), В. И. Долгих (Первый секретарь Красноярского крайкома КПСС), А. И. Луковец (известный журналист), А. Е. Лычковский (заслуженный летчик России), Г. Л. Рукша (заслуженный работник культуры РФ), Н. П. Силкова (секретарь крайкома КПСС), А. В. Усс (губернатор Красноярского края), братья И. Ф. Халипов и П. Ф. Халипов (заместитель командующего армией), и др.

## Население
| 1931    | 1939    | 1959    | 1967    | 1970    | 1979    | 1989    | 1992    | 1996    |
| ------- | ------- | ------- | ------- | ------- | ------- | ------- | ------- | ------- |
| 7100    | ↗25 319 | ↗26 911 | ↘23 000 | ↘22 852 | ↘19 995 | ↘18 409 | ↘18 000 | ↘17 800 |
| 1998    | 2000    | 2001    | 2002    | 2003    | 2005    | 2006    | 2007    | 2008    |
| ↘17 600 | ↘17 200 | ↘17 000 | ↗17 073 | ↗17 100 | ↘16 500 | ↘16 400 | ↘16 300 | →16 300 |
| 2009    | 2010    | 2011    | 2012    | 2013    | 2014    | 2015    | 2016    | 2017    |
| ↘16 182 | ↘16 111 | ↘16 100 | ↘15 974 | ↘15 751 | ↘15 582 | ↘15 357 | ↘15 137 | ↘15 013 |
| 2018    | 2019    | 2020    | 2021    |         |         |         |         |         |
| ↗15 030 | ↘14 967 | ↘14 869 | ↗15 945 |         |         |         |         |         |

На 1 января 2025 года по численности населения город находился на 760-м месте из 1124 городов Российской Федерации.

## Экономика
- Завод железобетонных изделий;
- Крупные предприятия ж/д транспорта, в том числе локомотивное депо ТЧЭ-3 Иланская Красноярской железной дороги;
- Лесообрабатывающие предприятия;
- Сельское хозяйство;

## Известные жители
- Виленский-Сибиряков, Владимир Дмитриевич (1888—1942) — русский революционер-политкаторжанин, советский военный, дипломатический и государственный деятель; писатель и историк Сибири.
- Долгих, Владимир Иванович (1924—2020) — советский и российский государственный и партийный деятель. Секретарь ЦК КПСС, кандидат в члены Политбюро ЦК КПСС. Депутат Государственной Думы 6 созыва. Член Совета Федерации. Дважды Герой Социалистического Труда.
- Еловой, Олег (1967—2001) — российский художник, директор, инициатор и создатель «Музея простого искусства Урала и Сибири».
- Александр Викторович Усс

Родился 2 ноября 1954 года в селе Новогородка Иланского района. Образование получил в КГУ. Председатель Законодательного Собрания Красноярского края (до 29 сентября 2017 года), с 29 сентября 2017 года по 21 сентября 2018 года — временно исполняющий обязанности Губернатора Красноярского края, с 21 сентября 2018 года по настоящее время — Губернатор Красноярского края; член Совета Федерации Федерального Собрания двух созывов. Представитель России в Палате регионов Конгресса местных и региональных властей Европы, член Совета внешней и оборонной политики. Доктор юридических наук, профессор.
- Нина Прокопьевна Силкова - Родилась в г. Иланском. Выпускница Иланской средней школы № 1. Пионервожатая Южно-Александровской средней школы Иланского района, первый секретарь Иланского РК ВЛКСМ, секретарь крайкома ВЛКСМ, секретарь Центрального РК КПСС г. Красноярска, секретарь Красноярского крайкома КПСС, заместитель министра культуры СССР, секретарь ЦК КПРФ, советник президента Олимпийского комитета России, восемь лет работала в Государственной Думе. Исполнительный директор правления Красноярского землячества в Москве. Кандидат исторических наук.